# Mongólia világörökségi helyszínei
Mongólia területéről eddig hat helyszín került fel a világörökségi listára, tizenegy helyszín a javaslati listán várakozik a felvételre.
| | Uvsz-tó-medence |
| Mongólia és Oroszország közös világörökségi helyszíne |                 |
| 2003 |                 |
| Természeti (IX)(X) |                 |
| Védett terület: 898 063,5 ha, puffer zóna: 179 790 ha, hivatkozás: 769 |                 |
| A világörökségi helyszínen Mongólia és Oroszország osztozik. Nevét nagy kiterjedésű, sekély és rendkívül sós vizű taváról kapta. A 160 kilométer hosszú és 60 kilométer széles régió Közép-Ázsia legészakabbra fekvő zárt medencéje. A medencére a szélsőséges hőmérsékleti ingadozások jellemzőek, az eddig mért legalacsonyabb hőmérséklet -58 °C volt, nyáron pedig előfordulnak 40 °C körüli értékek is. A tó annak ellenére, hogy a legközelebbi óceán háromezer kilométerre fekszik számos tengeri madár és fóka otthona, nyáron pedig költöző madarak pihenőhelye. A térség változatos ökoszisztémával rendelkezik, mocsarak, sivatagi területek, sztyeppék, erdők, alpesi vidékek, hómezők és édesvizű tavak alkotják. A füves vidékeket évezredeken óta jurtákban lakó nomádok népesítik be. A sivatagi területeken számos ritka állatfaj, köztük az egyiptomi ugróegér él, a hegyek pedig a világszerte veszélyeztetett hópárducnak, valamint a kőszáli kecskének és különböző muflonfajnak ad menedéket. A terület stabil ökológiája miatt alkalmas a globális felmelegedés mérésére. |                 |

| | Orhon-völgy kultúrtáj |
| 2004 |                       |
| Kulturális (II)(III)(IV) |                       |
| Védett terület: 121 967 ha, puffer zóna: 61 044 ha, hivatkozás: 1081 |                       |
| A kultúrtáj az Ohron-folyó mindkét oldalán elterülő nagy kiterjedésű legelőket, valamint a Karakorum környéki régészeti leleteket foglalja magába. A mezőkön jelenleg is pásztorkodással foglalkozó nomád csoportok élnek. Területen tanulmányozhatók a pásztorkodásból élők és a településeken lakók egymásra gyakorolt hatása és kapcsolatrendszere. A legkorábbi feltárt emlékek a 6. századra datálhatók, ekkor itt jött létre Közép-Ázsia nagy területeinek politikai központja. Az ásatások során többek között arany ékszerek és pecsétnyomók kerültek elő. Karakorum leginkább a 13. és a 14. században virágzott, amikor Dzsingisz kán utódainak fővárosa volt és innen kormányozták a birodalmat. Ebből a térségből terjedt el a tibeti buddhizmus mongol formája is. A vallási építészet kiemelkedő példája az Erdeni-dzú-kolostor, amelyet 16. század végén kezdtek el építeni és fénykorában tízezer szerzetesnek adott otthont. A kultúrtájon található műemlékek összessége arra utal, hogy a térség komoly adminisztratív és vallási szerepet játszott Közép-Ázsia történelmében. |                       |

| | Mongol-Altaji sziklarajzok együttese |
| 2011 |                                      |
| Kulturális (III) |                                      |
| Védett terület: 11 300 ha, puffer zóna: 10 700 ha, hivatkozás: 1382 |                                      |
| A Mongol-Altaji sziklarajzok együttese Mongólia kultúrájának fejlődését mutatják be i. e. 11 000-től i. sz. 1000-ig. A legkorábbi sziklarajzok i. e. 11 000 és i. e. 6000 közé datálhatók, amikor a terület jelentős részét még erdő borította és a völgy vadászoknak adott otthont. Ezután az erdős területeket folyamatosan felváltotta a szárazabb kopárabb sztyeppe. A későbbi rajzok az átmenetet mutatják be a vadászó életmódról a lótartáson alapuló nomád pásztorkodásra. A későbbiek (i. e. 1. évezred) a szkíták életmódjáról adnak képet, míg a török periódusról az i. sz. 7. és 8. században készült sziklarajzok tanúskodnak. A helyszín három lelőhelyből áll, mindhárom a pleisztocén földtörténeti korban kivájt völgyekben található. A sziklarajzokon kívül számos temetkezési és rituális emléket is feltártak. A helyszín a legteljesebb és legjobb állapotban megmaradt sziklarajz-lelőhely Közép – és Észak-Ázsiában. A rajzokon megjelenik az adott korra jellemző állatvilág, a legkorábbiakon mamutok, orrszavúak és struccok, a későbbieken kőszáli kecskék, őstulkok és jávorantilopok. |                                      |

| | Burhan Haldun szent tájai |
| 2015 |                           |
| Kulturális (IV)(VI) |                           |
| Védett terület: 443,73 ha, puffer zóna: 271,65 ha, hivatkozás: 1440 |                           |
| A világörökségi helyszín az ország délkeleti részén, a Khentii hegylánc középső vidékén, a nagykiterjedésű közép-ázsiai sztyepp és a szibériai tűlevelű erdők találkozási pontjánál terül el. Az itt élők szentként tisztelték a hegyeket, a folyókat és a sámánizmushoz valamilyen módon kapcsolható kőrakásokat. Vallásos rituáléikban az ősi sámánizmus hagyományai buddhista elemekkel keveredtek. A hagyomány szerint itt született Dzsingisz kán és a térségben található (ismeretlen helyen) a temetkezési helye is. Dzsingisz kán, a mongol nemzeti öntudat megtestesítője elősegítette az itteni hegyek tiszteletéhez kapcsolódó szertartások kialakulását, ami része volt a mongol népek egyesítésére tett erőfeszítéseinek. |                           |

| | Dauriai tájak |
| Mongólia és Oroszország közös világörökségi helyszíne |               |
| 2017 |               |
| Természeti (IX)(X) |               |
| Védett terület: 912 624 ha, puffer zóna: 307 317 ha, hivatkozás: 1448 |               |
| Oroszország és Mongólia közös világörökségi helyszíne a Dauriai sztyepp egy Kelet-Mongóliától Szibériáig és Északkelet-Kínáig terjedő ökorégió. Ciklikus éghajlat változásai miatt amely extrém szárazságokat és nedvesebb időszakokat okoz egy globálisan is jelentős ökoszisztéma és fajgazdagság alakult ki a területen. A különböző jellegű sztyeppék (füves, erdős, mocsaras, tavas) olyan veszélyeztetett és ritka állatok lakóhelye mint az amuri daru. A térség ezen kívül több millió költöző madár, köztük ritka fajok átmeneti menedékhelye és a kínai gazella éves vándorlásának fontos útvonala. |               |

| | Szarvaskövek és bronzkori lelőhelyek |
| 2023 |                                      |
| Kulturális (I)(III) |                                      |
| Védett terület: 9 768,03 ha, hivatkozás: 1621 |                                      |
| A Közép-Mongóliában található Hangáj-hegység gerincének lejtőin található szarvasköveket szertartásokhoz és temetkezéskor használták. Az i. e. 1200 és i. e. 600 közé datálható kövek négy méter magasak is lehetnek. A különálló kövekként vagy csoportokban felállított köveket talapzat nélkül közvetlenül a földbe helyezték, és szinte mindig olyan környezetben találhatók, ahol a közelben nagy temetkezési halmokat emeltek és áldozati oltárokat állítottak fel. Felszínüket erősen stilizált szarvasokat ábrázoló vésetek borítják, amelynek nincsenek ismert párhuzamai a bronzkori Eurázsia területén. A kövek az eurázsiai bronzkori nomádok az i. e. 2. és az i. e. 1. évezred között kialakult, majd lassan eltűnő kultúrájának legfontosabb fennmaradt emlékei közé tartoznak. A velük kapcsolatos első kutatásokat körülbelül száz évvel ezelőtt végezték el, eddig körülbelül 1600 darabot vettek nyilvántartásba az eurázsiai sztyeppe területén, ezek közül több mint 1300 Mongólia területén található. A világörökségi helyszínhez négy lelőhely kövei tartoznak. |                                      |

## Javasolt helyszínek
| Megnevezés                                                        | Kép | Típus      | Kritérium      | Év   | Link |
| ----------------------------------------------------------------- | --- | ---------- | -------------- | ---- | ---- |
| Mongólia szent hegyei                                             |     | Kulturális | III            | 2015 | 6068 |
| A mongol Góbi sivatagi tájai                                      |     | Természeti | VIII, IX, X    | 2014 | 5943 |
| A mongol Góbi krétakori dinoszaurusz lelőhelyei                   |     | Természeti | VII, VIII      | 2014 | 5944 |
| Mongólia keleti sztyeppéi                                         |     | Természeti | IX, X          | 2014 | 5946 |
| Amarbajasgalant-kolostor és kultúrtája                            |     | Kulturális | II, III        | 2014 | 5947 |
| Baldan Bereeven-kolostor és szent körzete                         |     | Kulturális | II, III, V     | 2014 | 5949 |
| A szent Binder-hegy és a kapcsolódó kulturális örökség helyszínei |     | Kulturális | II, III, V     | 2014 | 5950 |
| A Hsziungnu-elit temetkezőhelyei                                  |     | Kulturális | II, III        | 2014 | 5951 |
| Khuduu Aral régészeti helyszíne és kultúrtája                     |     | Kulturális | III, IV, VI    | 2014 | 5952 |
| A mongol Góbi sziklarajzai                                        |     | Kulturális | III            | 2014 | 5954 |
| A mongol Altaj felföldjei                                         |     | Vegyes     | II, III, IV, X | 2014 | 5955 |